# Баниас (град)
 Тази статия е за историческия град в Южна Сирия.  За реката вижте Баниас.  За града в Северозападна Сирия вижте Банияс.
Баниас (на арабски: بانياس) е исторически град в Сирия, част от окупираните от Израел Голански възвишения.
Разположен е в подножието на планината Ермон, при извора на река Баниас, една от образуващите реки на река Йордан. На мястото съществува древно семитско светилище, а през Елинистическата епоха селището е регионален център на култа към бог Пан и носи името Панеас, а по-късно е наричан и Кесария Филипова. Градът просъществува до средата на XX век, когато след Шестдневната война е окупиран от Израел и разрушен (с изключение на църквата и джамията), а по-късно е превърнат в природен резерват.